# Lumbrineris gracilis
Lumbrineris gracilis är en ringmaskart som beskrevs av Ehlers 1868. Lumbrineris gracilis ingår i släktet Lumbrineris och familjen Lumbrineridae. Arten har ej påträffats i Sverige. Inga underarter finns listade i Catalogue of Life.